# Cephalotes coffeae
Espèce
Cephalotes coffeae est une espèce de fourmis arboricoles du genre Cephalotes, caractérisée par une tête surdimensionnée et plate ainsi que des pattes plus plates et plus larges que ses cousines terrestres. Cette espèce a la capacité de se « parachuter » en guidant sa chute d'un arbre avec ses membres, et peut ainsi se déplacer d'un arbre à un autre dans une forêt.